# Pineapple Express (Eisenbahn)
| Pineapple Express | Pineapple Express   |
| ----------------- | ------------------- |
| Pineapple Express |                     |
| Streckenverlauf   |                     |
| Streckenlänge:    | 3,2 km              |
| Spurweite:        | 610 mm (2-Fuß-Spur) |
|                   |                     |

Der Pineapple Express ist eine 3,2 km lange Touristen-Schmalspurbahn mit einer Spurweite von 610 mm (2 Fuß) auf der Dole-Plantation in Wahiawa auf der Insel Oʻahu des Hawaii-Archipels.

## Betrieb
Der Pineapple Express ist eine Parkeisenbahn mit Diesellokomotiven im Aussehen von historischen Dampflokomotiven. Bei einer 20-minütigen Rundfahrt erhalten die Fahrgäste eine Führung durch die tropischen Pflanzen der Dole-Ananas-Plantage, auf der neben Ananas auch Bananen, Zuckerrohr, Kaffee, Kakao, Eukalyptus und Zierpflanzen wachsen. Vom Zug aus sehen sie auf der linken Seite tropische Pflanzen wie Brotfrucht- und Longan-Bäume, Litschi- und Rambutan-Bäume, Koa-Akazien sowie landwirtschaftliche Maschinen und den Tanada-Stausee. Wer rechts sitzt, sieht Mangos, Helikonien (Paradiesvogelblumen) und eventuell den Gegenzug. Ein mit Hawaiianischer Musik unterlegtes englischsprachiges Tonband informiert währenddessen über den Ananas-Anbau und die Besonderheiten der Gegend.

## Lokomotiven
| Name              | Bild | Beschreibung |
| ----------------- | ---- | --- |
| Lady Liberty      |      | Diesel-hydraulische Lokomotive 2003 von Custom Locomotive in Chicago gebautes Modell einer Mason Bogey 0-4-4T der Mason Machine Works in Taunton, Massachusetts von 1883. |
| Pineapple Express |      | Diesel-hydraulische Lokomotive von Severn Lamb im Stil einer 4-4-0 Schlepptender-Dampflok von 1870.                                                                       |
| Aloha Express     |      | Diesel-elektrische Lokomotive der Hangzhou Trains Equipment Co., Ltd aus China im Stil einer 0-6-0 Schlepptender-Dampflok.                                                |
| Ohana Express     |      | Diesel-elektrische Lokomotive der Hangzhou Trains Equipment Co., Ltd aus China im Stil einer 0-6-0 Schlepptender-Dampflok.                                                |